# 87 ق هـ
87 ق هـ هي السنة السابعة والثمانون السابقة للهجرة النبوية، وهي توافق ما بين سنتي 537 و538 حسب التقويم الميلادي، أي أنها بدأت في سنة 537م وانتهت في سنة 538م.